# رايموند تشينغ
رايموند تشينغ (بالإنجليزية: Raymond Ching)‏ هو رسام نيوزيلندي، ولد في 1939.